# 윤홍섭
윤홍섭(尹弘燮) 은 한국의 독립운동가이자 한국민주당에서 활동한 대한민국 초기의 정치인이다.

## 생애
해풍부원군을 지낸 윤택영(尹澤榮)의 장남으로 신익희가 일본에 유학 중일 때 상당 액수의 학비를 지원해 주었다. 일본에 유학 중인 신익희의 학비를 보조해 주면서 함께 유학하던 장덕수의 학비도 지원해 주었다.
1918년 6월 윌슨의 민족자결주의가 발표된 후에 신익희, 나경석 등과 함께 비밀리에 독립운동을 모의하였다. 1919년 3월 3.1 만세운동 직전에는 최남선의 부탁을 받고 윤용구를 찾아가 독립운동에 참여할 것을 권하였다가 체포당하여 취조를 받았다. 이어 그는 신익희가 중국 망명을 결정하자 순정효황후로부터 10만원을 얻어다가 신익희에게 주면서 상해임시정부 설립 자금에 보태도록 하였다.
1922년 자녀들을 서울에 남겨두고 부인 한유상과 함께 미국으로 건너갔다. 뉴욕에서 그는 장덕수와 같이 활동하며 친이승만 계열의 뉴욕 한인 유학생들이 창간한 3.1신보의 발기인과 3.1신보 영업부 직원을 지냈다. 그러다가 대학에 진학, 오레곤주립대학 신문학과 학사, 콜럼비아 대학교 대학원 석사과정을 거쳐 1935년 아메리칸대학에서 국제정치와 비교헌법을 전공하여 박사학위를 받았다.
1935년 11월 귀국 후 흥업구락부에 참가했다가 일본 경찰에 체포되었다. 참의원 의원직을 주겠다는 일제의 회유를 거부하고 어렵게 생활하였다.

## 광복 후
1945년 8.15 광복 후에는 9월 한국민주당이 창당되자 한민당 창당 발기인과 심사부원을 지냈다. 이어 구 왕궁청 사무장관, 숙명학원 이사장, 국제법급 외교연구회 이사 등을 지내고 한민당을 탈당하여 대동청년당 상무이사 등을 지냈다.
그러나 어떤 측에서는 그가 원하던 독립이란 것이 무엇인지 의문을 제기하는 사람들은 윤홍섭이나 박승유나 다 친일일족이 잘된 부정적인 경우다. 라고 주장한다.

## 기타
해방 후에 신익희는 정치 활동으로 심신이 고단할 때마다 윤홍섭을 찾아가 술잔을 기울이곤 하였다 한다.

## 가족 관계
- 고조부: 윤치희(尹致羲)
  - 증조부: 윤용선(尹容善)
    - 조부: 윤철구(尹徹求)
      - 백부: 윤덕영(尹德榮, 1873년 ~ 1940년 10월 18일)
      - 아버지: 윤택영(尹澤榮, 1876년 ~ 1935년)
        - 부인: 한유상, 이용숙
        - 동생: 순정효황후 윤씨
        - 매부: 순종 효황제
        - 동생: 윤희섭(尹喜燮, 1905년 ~ ?)
        - 매부: 유억겸
        - 동생: 윤의섭(尹毅燮, 1912년 ~ 1965년)
        - 제수: 김현정(1917년 ~ 1957년)

## 역대 선거 결과
|  | 0% |

|  | 2.99% |

## 같이 보기
- 윤택영
- 윤덕영
- 한국민주당
- 김성수
- 장덕수
- 순정효황후 윤씨
- 신익희